# Ghiacciaio Logie
Il Ghiacciaio Logie (in lingua inglese: Logie Glacier), è un ghiacciaio tributario, lungo 20 km e largo 4 km, che fluisce in direzione ovest passando attraverso la Haynes Table, per andare infine a confluire nel Ghiacciaio Shackleton, appena a nordest del Vickers Nunatak, nei Monti della Regina Maud, in Antartide.
La denominazione è stata assegnata dal gruppo sud della New Zealand Geological Survey Antarctic Expedition (1961–62) in onore del neozelandese W.R. Logie, ufficiale della manutenzione e meccanico, che passò quasi due anni in Antartide e fu vice-direttore della Base Scott durante la stagione 1962-63.